# 영도다리 (영화)
영도다리(I Came From Busan)는 한국에서 제작된 전수일 감독의 2009년 드라마 영화이다. 박하선 등이 주연으로 출연하였다.

## 출연

### 주연
- 박하선

### 조연
- 김정태
- 허린
- 김민재
- 이창민
- 박성진

## 제작진
- 각색: 정순영
- 각색: 박인호
- 각색: 전영훈
- 제작이사: 서용우
- 제작부장: 구현회
- 제작부: 오경석
- 라인프로듀서: 배소현
- 촬영부: 박정훈
- 촬영부: 전홍규
- 촬영부: 이재필
- 촬영부: 하진경
- 조명: 김홍기
- 조명: 권영준
- 조명부: 홍초롱
- 조명부: 배성민
- 조연출: 김민경
- 연출부: 우가현
- 연출부: 문상현
- 연출부: 권종현
- 기록: 김민경
- 동시녹음: 이성철
- 붐오퍼레이터: 박해경
- 사운드슈퍼바이저: 이성철
- 미술: 이영훈
- 미술: 김지원
- 미술: 최아영
- 특수분장: 천지민
- 특수분장: 김선애
- 분장: 정길재
- 의상: 오수현
- 해외프로듀서: 김혜원
- 해외촬영진행: 박찬형
- 탑차: 방현용
- 편집자문: 김인수
- 연기지도: 박명희
- 붐어시스던트: 심란희
- 붐어시스던트: 정세현
- 배급부문: 손민경
- 배역: 홍승현